# Lupettiana eberhardi
Lupettiana eberhardi là một loài nhện trong họ Anyphaenidae.
Loài này thuộc chi Lupettiana. Lupettiana eberhardi được Antonio D. Brescovit miêu tả năm 1999.